# 七煞
《七煞》，是1979年香港邵氏公司出品，由孙仲執導，元华等出演之香港武侠電影。影片主要讲述的是武林正派用各种计谋剿灭七煞会的故事。

## 電影內容
在武林兴起了一个邪恶的帮派，这个帮派叫七煞会，该帮派不仅作恶，并且还杀死了很多正派武林人士，于是其余的帮派人士决定通过反间计等方式来让七煞会的成员相互猜忌，然后再慢慢的将七煞会剿灭。

## 演员表
- 元华 二壇主 席照
- 羅勝 七壇主 盧一飛
- 羅軍 六壇主 梁杰
- 石岗 梁英
- 龙逸升
- 黄公武
- 林志泰
- 陈绍佳
- 江全
- 卢慧
- 凌志雄
- 王清河
- 邓伟豪 八壇主 范濤
- 猛丁哥
- 刘慧玲 殷總管
- 谷峰 周管家
- 曹达华 楊振宇
- 麦德罗
- 元彬 何明天
- 钱似莺
- 艾飞 關傑
- 王龙威 大壇主
- 林輝煌 萬人敵
- 陸劍明 出林虎

## 其他工作人员
- 制片人：邵逸夫
- 摄影：蓝乃才
- 美术：陈景森
- 化妆：吴绪清
- 音效：徐炳光

## 備註
1. ↑  . 2002年.
2. ↑  . 2003年.
3. ↑  伍宏. . 2008年.
4. ↑  .   [2023-03-30]. （原始内容存档于2023-03-30）.

## 外部連結
- 香港影庫上《七煞》的資料（繁體中文）
- 豆瓣电影上《七煞》的資料 （简体中文）
- 爛番茄上《七煞》的資料（英文）
- 互联网电影数据库（IMDb）上《七煞》的资料（英文）